# 麥克·帕森
邁克爾·林恩·帕森（1955年9月17日—）是美國政治人物，現任密蘇裡州州長（第57任）帕森是共和黨成員，在埃瑞克·格雷滕斯辭職後接任州長職務，當時帕森是副州長。帕森完成了格雷滕斯的剩餘任期。
帕森於2005年至2011年擔任密苏里州众议院議員，2011年至2017年擔任密蘇裡州參議院議員。2016年當選副州長。2018年6月1日，格雷滕斯辭職後，他就任州長。作為州長帕森簽署了一項法案，將懷孕八週後墮胎定為犯罪，並反對擴大醫療補助範圍。帕森負責監督該州對COVID-19大流行的反應，2020年4月發布了臨時居家令，但允許學區決定是否關閉。帕森在2020年美國選舉期間對郵寄投票設定了限制，並監督密蘇裡州對喬治·弗洛伊德抗議活動的反應。

## 早年生活
邁克爾·林恩·帕森（Michael Lynn Parson）1955年9月17日出生於密蘇裡州惠特蘭，在希科里縣的一個農場長大。1973年畢業於惠特蘭高中。
帕森在1975年入伍，在美國陸軍憲兵部隊服役六年，於1981年以中士退役。就讀於馬裡蘭大學和夏威夷大學，但沒有完成學位。
帕森在1981年返回希科里縣擔任副警長，並於1983年調至波爾克縣警長辦公室，成為首位刑事調查員。1993年至2004年擔任波爾克縣警長。
1984年，帕森購買了一個加油站並將其命名為麥克加油站。最終在該地區擁有並經營三個加油站。

## 密蘇裡州大會

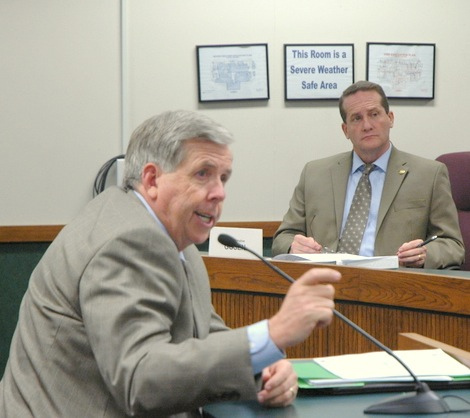
帕森於2012年

帕森於2004年首次當選密蘇裡州眾議院第133選區議員。2006年和2008年連任。2007年，帕森與其他人共同發起了一項擴城堡准则權利的法案。

## 密蘇裡州副州長
帕森最初宣布將在2016年競選州長，但最終選擇競選副州長。在共和黨初選中擊敗兩名對手後，2016年11月8日在大選中面對民主黨前美國眾議院眾議員拉斯·卡納翰。
在競選期間，帕森因涉嫌代表遊說提出立法提案以及斥資5萬美元僱用代客泊車的計劃而受到前幕僚長的批評。帕森聲稱他的前員工是「心懷不滿的前員工」。

## 密蘇裡州州長

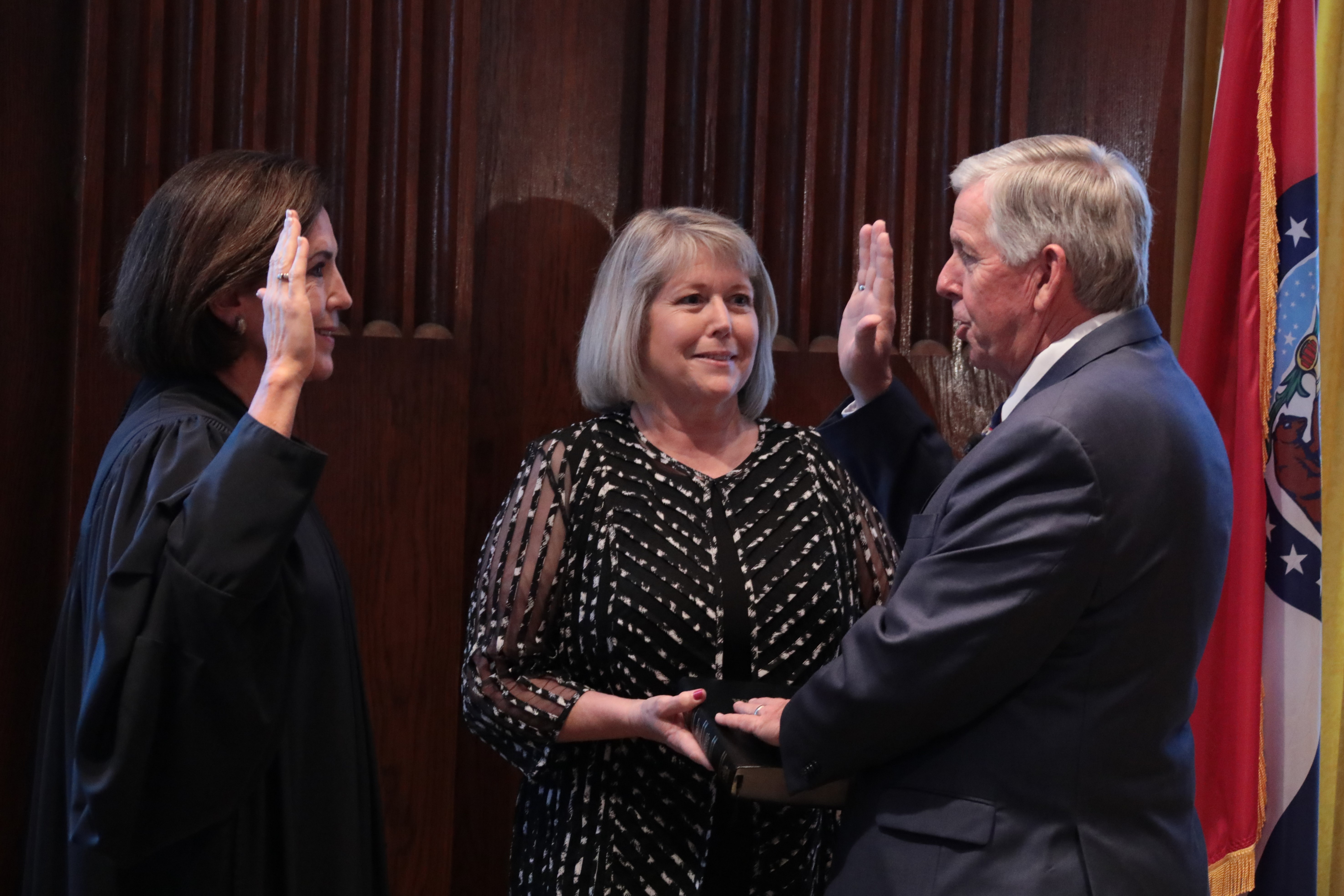
帕森於2018年在瑪麗·羅茲·拉塞爾和妻子特蕾莎（Teresa)）的陪伴下宣誓就任密蘇裡州州長

2018年5月29日，格雷滕斯宣布將於2018年6月1日下午5點辭職生效。帕森半小時後宣誓就任州長。

## 個人生活

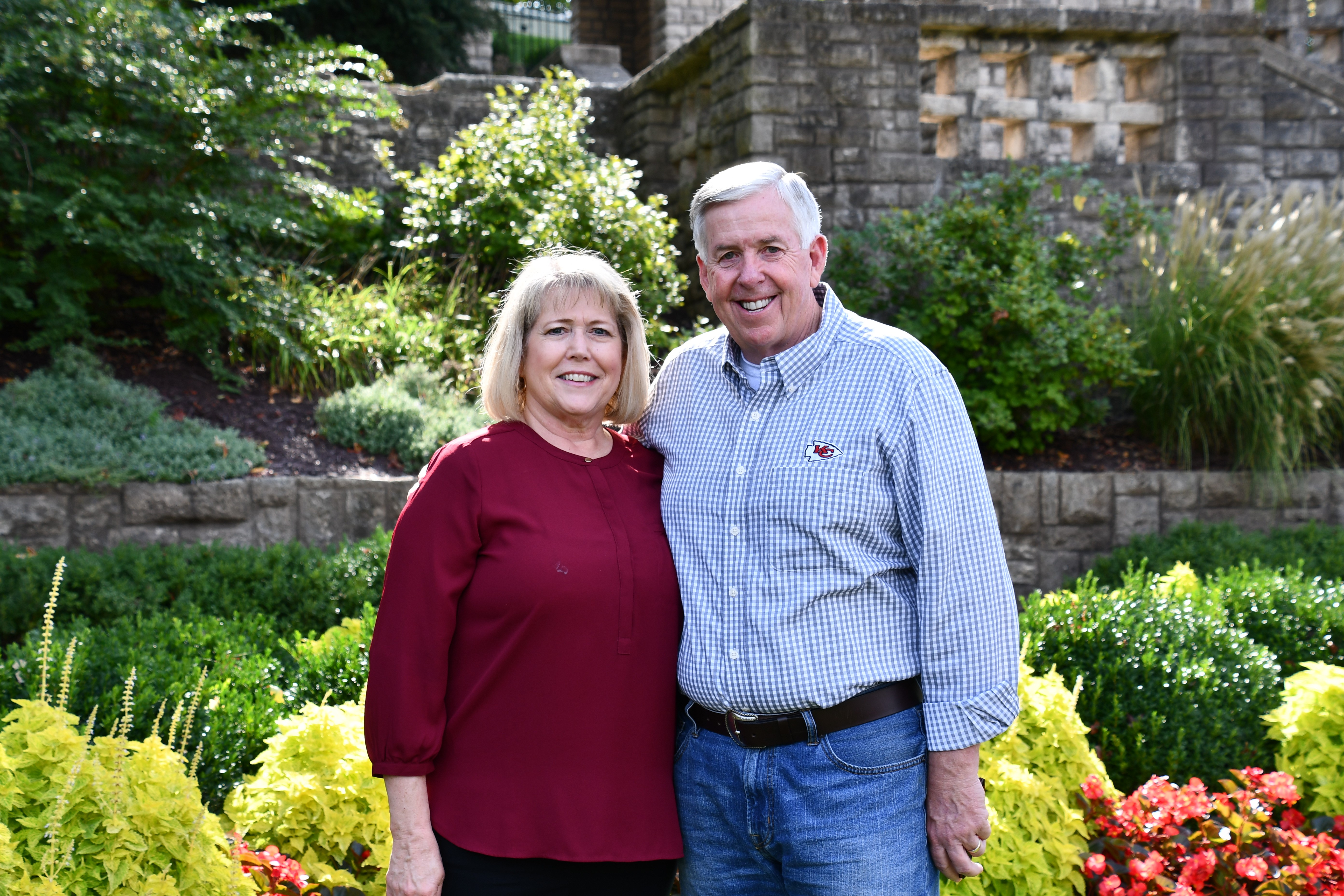
麥克與特蕾莎·帕森 2020年

帕森於1985年與妻子特蕾莎結婚。有兩個孩子。帕森擔任州長期間，夫妻倆一直住在傑佛遜城的密苏里州州长官邸，除了在2019年官邸正在進行翻修的幾個月外。夫婦的個人住所位於玻利瓦爾。
身為第三代農民，帕森在1985年在玻利瓦爾附近創辦一家乳牛和小牛養殖場，至今仍由他擁有和經營。
帕森是浸信宗教徒。

## 外部連結
- Office of Missouri Governor （页面存档备份，存于）
- Mike Parson for Governor 的存檔，存档日期2020-11-25.
- 中的“麥克·帕森”
- C-SPAN內的頁面（英文）